# Periestes
Periestes là chi thực vật có hoa trong họ Acanthaceae.